# Аверьянов, Андрей Владимирович
Андрей Владимирович Аверьянов (род. 1966, РСФСР, СССР) — генерал-майор, командир в/ч 29155 ГРУ которая курирует диверсионные, военные и гибридные операции в Африке, Азии и на Ближнем Востоке, Герой России.

## Биография
В 1988 году окончил Ташкентское высшее общевойсковое командное училище имени В. И. Ленина (ТВОКУ).
В 2004 году занимал должность младшего атташе в российском посольстве в Варшаве.
В апреле 2013 года возглавил в/ч 29155
1 августа 2023 года генерал Аверьянов присутствовал на встрече делегаций России и Мали на саммите «Россия – Африка» в Санкт-Петербурге. В начале сентября 2023 года Аверьянов посетил Мали и Буркина-Фасо вместе с заместителем министра обороны Юнус-Беком Евкуровым. По данным The Insider, Андрей Аверьянов является доверенным лицом Владимира Путина, после смерти Евгения Пригожина Аверьянов был послан в  Африку для переподчинения бывших наёмников ЧВК Вагнер.

## Диверсии
Согласно расследованию The Insider, Андрей Аверьянов в конце 2000-х годов завербовал несколько десятков офицеров ГРУ и спецназа, эта группа, выросшая со временем до примерно 70 человек, «была призвана отвечать за диверсионные операции за границей».
Согласно журналистским расследованиям, Андрей Аверьянов был одним из руководителей диверсионной группы, устроившей 12 ноября 2011 года взрывы на военном складе в болгарском селе Ловнидол, с целью недопущения поставок оружия Грузии. Также Аверьянов принимал непосредственное участие в организации взрывов на складах боеприпасов на юго-востоке Чехии, приведших к гибели двух человек.

## Уголовное преследование
11 мая 2024 года Аверьянов был объявлен в розыск полицией Чехии как один из организаторов взрывов на складах боеприпасов во Врбетице в 2014 году.

## Хобби
Аверьянов увлекается холодным оружием. Перевел книги
- Бранко Богданович: Холодное оружие Сербии, Черногории, Югославии.  Фонд «Русские витязи», 2010 г. ISBN 978-5-903389-34-6
- Холодное оружие Османской империи и Албании М: Фонд «Русские Витязи», 2011. – 152 с. : ил. – (Серия «Военное дело Балканских стран»). ISBN 978-5-903389-31-5[19]

Владеет английским и сербским языками.

## Семья
Есть дочь и сын Альберт, также сотрудник ГРУ.

## Награды и премии
- Герой Российской Федерации (2015)[5]
- Кавалер трёх орденов Мужества[4]